# Cochranella guayasamini
Espèce
Cochranella guayasamini est une espèce d'amphibiens de la famille des Centrolenidae.

## Répartition
Cette espèce est endémique de la région de San Martín au Pérou. Elle se rencontre entre 250 et 1 150 m d'altitude.

## Étymologie
Cette espèce est nommée en l'honneur de Juan M. Guayasamin.

## Publication originale
- Twomey, Delia & Castroviejo-Fisher, 2014 : A review of northern Peruvian glassfrogs (Centrolenidae), with the description of four new remarkable species. Zootaxa, no 3851 (1), p. 1-87.